# Weare Giffard
Pour les articles homonymes, voir Weare et Giffard.
Weare Giffard est un village et une paroisse civile du Devon, situé dans le sud-ouest de l'Angleterre. 